# Val Cadlimo
Die Val Cadlimo (Aussprache [valkadˈliːmo]) ist ein abgeschiedenes, unbewohntes Tessiner Bergtal zwischen dem Lukmanierpass und dem Gotthardpass.

## Lage
Das Val Cadlimo gehört politisch zur Gemeinde Quinto und berührt am untersten Ende die Gemeinde Blenio. Im Norden grenzt das Tal an den Kanton Graubünden.
Das Tal verläuft in West-Ost-Richtung auf einer Länge von rund sieben Kilometern und wird vom Reno di Medel durchflossen.
Die höchsten Punkte des Val Cadlimo sind der Piz Blas (3019 m ü. M.) und der Piz Rondadura (3016 m ü. M.). Den tiefsten Punkt bildet der Zusammenfluss des Reno di Medel mit dem Bach des Val Termine bei ca. 1940 m ü. M. Die Nordhänge sind sehr steil; auf der Südseite sind die Berge weniger hoch und weniger steil abfallend.

## Name
Der Schweizer Historiker Aegidius Tschudi nennt 1572 in seinem Werk Gallia comata, dem ersten Werk zur Schweizer Frühgeschichte, einen MONS CADELIMUS als Quelle des Reno di Medel. Es ist unklar, ob mit MONS ein spezifischer Berg oder das ganze Gebirge um die Val Cadlimo gemeint ist. Gelegentlich wird in der Literatur des 19. Jahrhunderts ebenfalls ein Pizzo Cadlimo erwähnt, der jedoch auf den Karten jener Zeit nicht verzeichnet ist. Zuweilen wird der MONS CADELIMUS von Tschudi mit dem Passübergang Bocchetta di Cadlimo gleichgesetzt, manchmal mit einem heute nicht mehr identifizierbaren Bergstock westlich des Lukmaniers.
Die Alpen des Tales werden schon 1227 unter dem Namen Cadellimi erwähnt. Andere Namensvarianten sind Cadlim, Cadarlim, Cadelimo, Caderlim, Caderlimo, Caderluno, Cadlumi und Catelumi.

## Alpen
Die Alpen des flachen Mittelteils des Tales befinden sich auf 2200 bis 2300 Metern Höhe. Die Gebäude am Lago dell'Isra und auf der Alp Stabbio di Mezzo in der Talmitte sind heute verfallen, intakt ist jedoch die Hütte der Alp Stabbio Nuovo anderthalb Kilometer unterhalb von Stabbio di Mezzo. Auch die Cassina la Bolla noch etwas weiter talabwärts ist zerfallen, und die Alpe Scaione etwas erhöht am Talausgang besteht nur aus einer kleinen Schutzhütte.
Im Sommer werden die Alpen von ca. 600 Schafen sowie 100 Yaks aus Göschenen als Weideland genutzt. Die Beweidung durch Schafe hat durch das 20. Jahrhundert hindurch immer mehr abgenommen, um 1900 wurden noch 1000 Schafe auf den Alpen der Val Cadlimo gesömmert.

## Erschliessung
Das Tal ist für Fahrzeuge nicht erschlossen. Wanderwege führen zum Lukmanierpass, zum Ritomsee, nach Airolo und zum Oberalppass mit dortiger Anbindung an den öffentlichen Verkehr. Der Lukmanierpass unweit des unteren Talendes ist mit dem Postauto im Sommer und Herbst vier bis fünf Mal pro Tag erreichbar.
Der Gotthard-Basistunnel quert das Tal an seinem untersten Ende ca. 1700 m unter der Erdoberfläche.

## Passübergänge
Die heute für Wanderer wichtigsten Passübergänge sind:
- Bocchetta di Cadlimo, 2570 m ü. M.: Val Canaria (Airolo)
- Bocchetta della Miniera, 2525 m ü. M.: Val Piora
- Passo dell’Uomo, 2218 m ü. M.: Val Piora
- Bassa del Lago Scuro, 2477 m ü. M.: Val Piora

Der Plattenweg von der Alp Stabbio Nuovo zum Passo dell’Uomo wurde ins Inventar Via Storia (IVS) aufgenommen. Er ist Teil einer historischen Alpaufzugsroute vom Valle Leventina her durch das Val Cadlimo und über den Passo Vecchio (2715 m ü. M.) ins Val Curnera. Dieses vorderrheinische Seitental war trotz der Höhe des Passes von der Val Cadlimo her leichter zu erreichen als vom vorderrheinischen Tschamut aus. Am 12. Juli 1540 verkaufte der Abt Paulus Nicolai des Klosters Disentis die Val Curnera an einen Besitzer in Faido in der Leventina. Erst 1913 gelangte das Tal wieder in vorderrheinische Nutzung durch die Gemeinde Tujetsch.
Historisch wurde auch der Pass Nalps (auch Passo dell'Elvas, 2750 m ü. M.) zwecks vorderrheinischer Alpnutzung von den Tessinern begangen. Pass Nalps und Passo Vecchio waren auf der Siegfriedkarte noch etablierte Routen. Heute fehlen die dortigen Wege in der Landeskarte, und diese Pässe werden nur noch von geübten Bergwanderern begangen.

## Gewässer

### Fliessgewässer
Der Reno di Medel sammelt sich aus mehreren Quellbächen des Tales, durchfliesst die Alpgebiete und gelangt durch eine Klus – vereinigt mit dem Bach des Val Termine – in den Stausee Lai da Sontga Maria am Lukmanierpass. Von da fliesst das Wasser, soweit nicht durch Stollen abgeleitet und von den Kraftwerken in Rueras und Tavanasa genutzt, durch die Val Medel als Froda, später als Rein da Medel in den Vorderrhein.
Das Val Cadlimo gehört orographisch zum Vorderrheintal. Das Val Cadlimo, das südlich benachbarte Val Termine und der oberste Teil des Reusstales unterhalb des Gotthardpasses entwässern als einzige Täler des Kantons Tessin nach Norden über den Rhein in die Nordsee.
Allerdings wird ein wesentlicher Teil des Reno di Medel unterhalb der Alpen mit einer 35 Meter breiten und ca. vier Meter hohen Mauer gestaut. Ein ca. ein Kilometer langer Stollen führt das gefasste Wasser mit einem Höhenverlust von wenigen Metern zum Passo dell'Uomo, dem Passübergang des benachbarten Val Termine in die Val Piora. Dort wird das Wasser in einem Kanal an der Oberfläche über den Pass geleitet und dem Bach Murinascia Grande zugeführt, der seinerseits in den Ritomsee mündet. Da das Wasser des Ritomsees im Kraftwerk in Piotta im Talgrund der Leventina genutzt wird, gelangt somit das meiste Wasser der Val Cadlimo am Ende wie alle anderen Tessiner Gewässer ins Mittelmeer.
Diese auch als Cadlimo-Stollen bezeichnete Ableitung des Reno di Medel wurde bereits 1906 in Fachkreisen diskutiert. Im Februar 1914, im Vorfeld des Baus der Staumauer des Ritomsees, wurde der Stollen von der Regierung des Kantons Graubünden noch abgelehnt. Erst in den Sommern 1929 und 1930, zwölf Jahre nach der Inbetriebnahme des Ritomstausees, wurde der Stollen schliesslich gebaut. Aufgrund der fehlenden verkehrstechnischen Erschliessung des Val Cadlimo wurde eine provisorische Luftseilbahn auf Holzjochen errichtet. Damit konnte der erforderliche Zement von Sta. Maria, dem Hospiz des Lukmanierpasses, nach Stabbio Nuovo transportiert werden. Seit 1968 liegt der Standort der damaligen Talstation auf dem Grund des Lai da Sontga Maria.

### Seen

Lago Stabbio (historisches Bild von Leo Wehrli)

Die Val Cadlimo ist, wie auch das benachbarte Val Piora, reich an Bergseen:

Lago Lisera mit Piz Taneda (Bild aus dem Jahr 1914 von Leo Wehrli)

- Der Lago di Dentro (2506 m ü. M., wörtlich Innerer See, früher Lago di Cadlimo) liegt zuhinterst im Tal unmittelbar vor dem Übergang Bocchetta di Cadlimo ins Val Canaria (Airolo).[25] Ein gleichnamiger, jedoch um einiges grösserer See befindet sich drei Kilometer entfernt im benachbarten Val Piora.
- Der Lago Scuro (2451 m ü. M., wörtlich Dunkler See) ist fast kreisförmig und mit sieben Hektar der grösste See des Tales.
- Der Lago dell'Isra (2322 m ü. M., zwei Hektar, früher auch Lago Lisera[26]) befindet sich im Talgrund und ist von einem grösseren Feuchtgebiet umgeben.[27]
- Auf Piatto della Miniera, einer 600 Meter langen Hochebene an der Südseite des Tales, befinden sich sieben kleine Seen zwischen 2515 und 2542 m ü. M. Die Europäische Hauptwasserscheide verläuft zwischen den beiden südlichsten Seen.[28]
- In der Foppa della Rondadura befinden sich drei kleine Seen mitten in der steilen Flanke des Piz Rondadura auf 2633 m ü. M.[29]
- Ebenfalls besonders hoch gelegen ist mit 2579 m ü. M. der kleine Lago di Schenadüi im Sattel des Piz Schenadüi.

Der relativ grosse Lago dello Stabbio (2351 m ü. M.) ist von den gleichnamigen Alpen des Tals, Stabbio di Mezzo und Stabbio Nuovo, für Wanderer und Hirten viel leichter zu erreichen als von der Val Piora aus. Sein Abfluss führt jedoch ins Val Piora, weshalb der See orographisch nicht zum Val Cadlimo gehört.

## Bergbau

### Mineralien
Der Abbau von Mineralien fand im Val Cadlimo seit dem 15. Jahrhundert statt. Das Val Cadlimo ist einer der seltenen Danburit-Fundorte in der Schweiz. Danburit ist ein Kristall mit der chemischen Zusammensetzung Ca[B2Si2O8].

### Elemente
Phosphor-, Blei- und Silbervorkommen gibt es auf dem Piatto della Miniera auf 2500 m ü. M.
Für den Galenit- (Blei) und Silberabbau wurden drei Gänge in Nord-Süd-Richtung in den Berg getrieben. Allerdings lag der Silberertrag bei lediglich 243 bis 320 Gramm pro Tonne, der Standort war nur etwa zwei Monate pro Jahr schneefrei, und es gab keine Zubringerstrasse. Der Abbau wurde 1910 eingestellt.
Die Apatitvorkommen wurden 1700 entdeckt und 1954 auf 20'000 Tonnen geschätzt. Damit handelt es sich um eines der grössten Phosphatvorkommen der Schweiz. In den Kriegsjahren 1944 und 1945 wurde ein Abbau vom Bureau für Bergbau des eidgenössischen Kriegs-, Industrie- und Arbeitsamtes in Erwägung gezogen.
Noch heute sind Ruinen der Knappenhäuser an zwei Stellen des Piatto della Miniera sichtbar.

## Schweizerischer Alpenclub

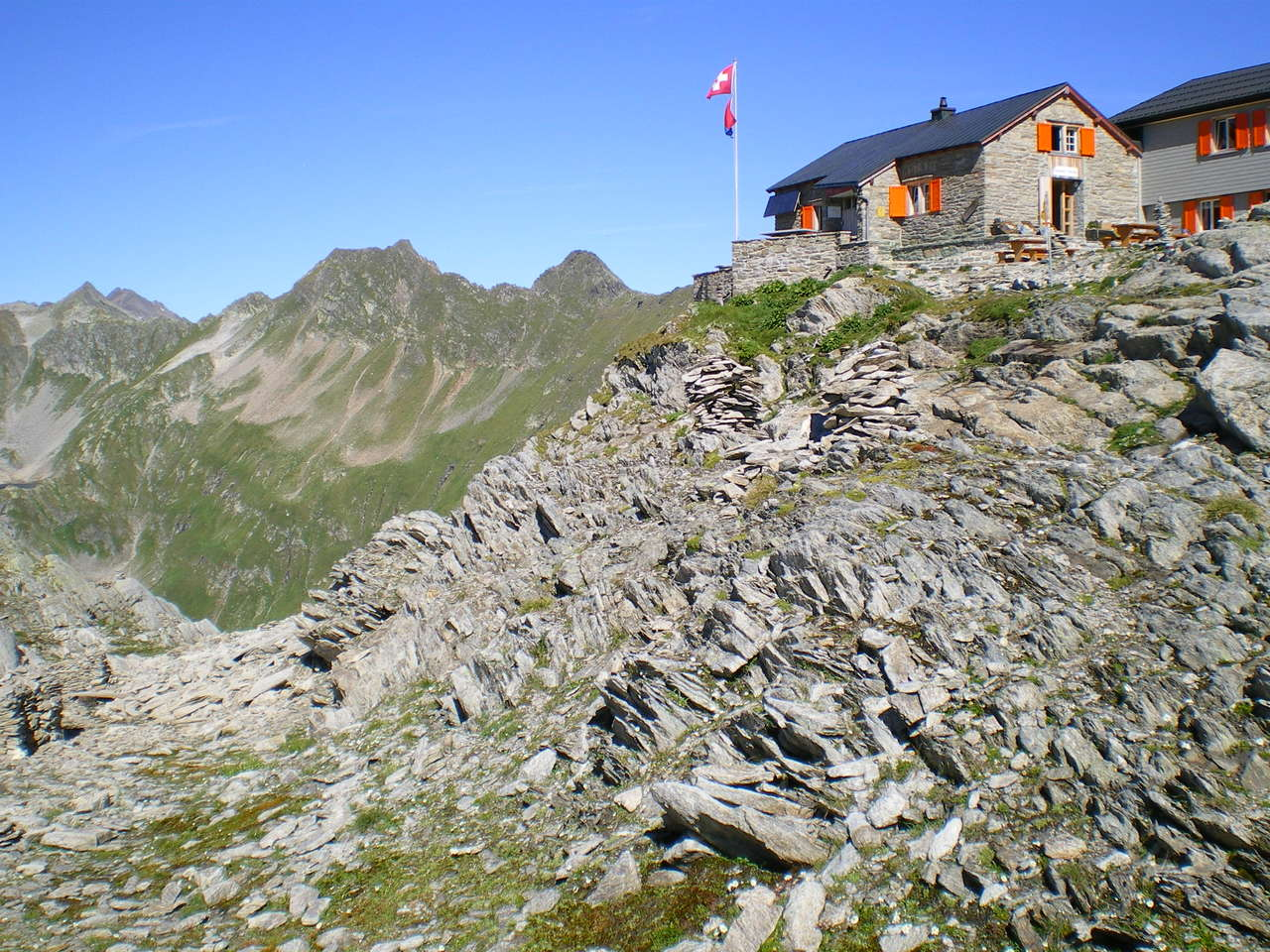
Cadlimohütte am oberen Ende des Val Cadlimo

Die Cadlimohütte auf 2570 m ü. M. am obersten Ende des Tales bei der Bocchetta di Cadlimo wird normalerweise von Ende Juni bis Ende Oktober bewartet und bietet 82 Schlafplätze. Im Winter steht ein Raum mit zehn Schlafplätzen zur Verfügung. Die Wanderzeit vom Lukmanierpass beträgt mindestens dreieinhalb Stunden, von der Seilbahn beim Ritomsee etwa drei Stunden.
Es ist die höchstgelegene Hütte im Kanton Tessin.

## Flora und Fauna
Der Boden ist mehrheitlich flachgründig und bietet Raum für eine typische alpine Rasenflur. In der Nähe des Reno di Medel und am Lago dell'Isra sind Feuchtgebiete vorhanden.
Abgesehen von den untersten Metern befindet sich das ganze Tal oberhalb der Baumgrenze, die im Bereich des Lukmanierpasses bei 1950 m ü. M. liegt.
Im Tal kommen Alpensteinböcke und Murmeltiere vor.
Im Lago Scuro wurden früher Regenbogenforellen ausgesetzt, nach Misserfolgen jedoch durch Kanadische Forellen ersetzt (jährlich 2000 Sömmerlinge). Im Lago d'Isra werden jährlich 700 Sömmerlinge der Regenbogen- und der Bachforelle ausgesetzt; im Lago d'Isra kommen aber auch Bachsaiblinge und Kanadische Forellen vor.
Das Vorkommen von Dinoflagellaten, Rädertierchen, Daphnien (Krebstiere) und anderen aquatischen Kleinstlebewesen bis hoch zum Lago di Dentro auf 2506 m ü. M. wurde schon zu Beginn des 20. Jahrhunderts festgestellt und erforscht.
Aus einem Legat des Musikers Hans Rosbaud wurde von 1980 bis 1986 eine Stiftung alimentiert zum Schutz des Parco alpino Piora, welcher nebst den Tälern Val Piora und Val Termine auch das Val Cadlimo umfasste.

## Trivia
Im Rahmen des Projekts Urban Geofiction wurde eine utopische Agglomeration Piora-Cadlimo entwickelt. Die Val Cadlimo figuriert in diesem Projekt als Industriezone der fiktiven Stadt Piora.